# Земли общего пользования
Земли общего пользования  — часть поверхности суши с определёнными границами имеющая юридический статус земель общего пользования. Представляют собой как незастроенные, так и застроенные территории.
По земельному праву Российской Федерации в городах, посёлках и сельских населённых пунктах, земли общего пользования состоят из земель, используемых в качестве путей сообщения (площади, улицы, переулки, проезды, дороги, набережные), для удовлетворения культурно-бытовых потребностей населения (парки, лесопарки, скверы, сады, бульвары, водоемы, пляжи), полигонов для захоронения неутилизированных промышленных отходов, полигонов бытовых отходов и мусороперерабатывающих предприятий, и других земель, служащих для удовлетворения нужд города, посёлка, сельского населённого пункта. На этих землях разрешается возведение капитальных строений и сооружений (в соответствии с целевым назначением этих земель), а также временных строений и сооружений облегченного типа (палатки, киоски и т. п.).
В садоводческих, огороднических и дачных некоммерческих объединениях граждан к землям общего пользования относятся земли, занятые дорогами, улицами, проездами (в пределах красных линий), пожарными водоемами, а также площадками и участками объектов общего пользования (включая их санитарно-защитные зоны).
Согласно Гражданскому кодексу Российской Федерации граждане имеют право свободно, без каких-либо разрешений находиться на не закрытых для общего доступа земельных участках, находящихся в государственной или муниципальной собственности, и использовать имеющиеся на этих участках природные объекты в пределах, допускаемых законом и иными правовыми актами, а также собственником соответствующего земельного участка. Если земельный участок не огорожен либо его собственник иным способом ясно не обозначил, что вход на участок без его разрешения не допускается, любое лицо может пройти через участок при условии, что это не причиняет ущерба или беспокойства собственнику.
В соответствии с п. 8 ст. 28 Федерального закона N 178-ФЗ отчуждению не подлежат земельные участки в составе земель общего пользования (улицы, проезды, дороги, набережные, парки, лесопарки, скверы, сады, бульвары, водоемы, пляжи и другие). Согласно указанному пункту парки также входят в перечень объектов, расположенных на земельных участках в составе земель общего пользования. Пунктом 12 ст. 85 Земельного кодекса Российской Федерации установлено, что земельные участки общего пользования, занятые площадями, улицами, проездами, автомобильными дорогами, набережными, скверами, бульварами, водными объектами, пляжами и другими объектами, могут включаться в состав различных территориальных зон и не подлежат приватизации.
В Градостроительном кодексе Российской Федерации применяется термин территории общего пользования, под которым понимается возможность для неограниченного круга лиц беспрепятственного пользования ими.